# Herschel Savage
Herschel Savage (Nueva York, 25 de noviembre de 1952-8 de octubre de 2023) fue un actor y director de cine pornográfico estadounidense.

## Biografía
Nació con el nombre de "Herschel Cohen" de padres judíos de ascendencia rusa, en la Ciudad de Nueva York.
Estudió actuación en Broadway con la actriz Uta Hagen y con la reconocida profesora de actuación Stella Adler. Savage inicialmente trató de buscar una corriente convencional en su carrera en la pantalla, sin embargo, se desilusionó por las constantes audiciones y por la competencia por los papeles.
Savage se introdujo en la industria pornográfica a través del actor Robert Kerman en 1976 y pasó a convertirse en una de las mayores estrellas de la "Edad de Oro del Porno" en la década de 1970 y 1980. Él apareció en el clásico de 1978 Debbie Does Dallas, por el que fue pagado cerca de $150 por día. Algunas de las otras películas que ha aparecido en incluir Expose Me Now, Bodies in Heat, and Rambone Does Hollywood. salió de la pornografía en 1988 y trabajó en la venta y distribución de vídeo, actuando también en un par de papeles en producciones de teatro locales. después regresó a la industria en 1997.
El nombre de "Herschel Savage" fue creado con Jamie Gillis en un intento de combinar a un "nerd con identidad Judía'' con la de un semental.
Savage también lanzó una incipiente carrera como comediante de stand up y apareció con frecuencia en la reality TV de la serie Family Business (un episodio cuenta con un stand-up de Savage). Apareció como invitado en la quinta temporada de la sitcom de NBC Just Shoot Me, en un episodio llamado The Proposal (2) que salió al aire el 1 de febrero de 2001. En 2006, fue el protagonista de la obra de Neil Simon El Prisionero de 2nd Avenue, bajo el nombre artístico de "Max Cohen", en el Teatro Morgan-Wixson en Santa Mónica.
Herschel fue un miembro de los Salones de la Fama la XRCO, y AVN, y ha aparecido en más de 1000 películas.

## Premios
- 1987 Premio AVN - Mejor a las Parejas Escena de Sexo (Amanda Diario) con Nina Hartley[3]
- 1988 Premio AVN - Mejor a las Parejas Escena de Sexo, la Película (Amanda por la Noche 2)[8]
- 2000 Premio AVN - Más Escandalosa Escena de Sexo (Pervertido Historias de 22)[8][link muerto]
- 2002 Premio AVN - Mejor Actor de reparto, la Película (Tomado)[8][link muerto]
- 2002 Premio AVN - Mejor Escena de Sexo de Grupo, de Vídeo (Súcubo)[8][link muerto]
- 2002 Premio AVN - Más Escandalosa Escena de Sexo (Pervertido Historias 31)[8][link muerto]
- 2006 XRCO Award - Mejor Pareja en la Pantalla (el Lado Oscuro de la Luz Roja) con Penny Flame[9]
- 2006 Premio AVN - Mejor a las Parejas Escena de Sexo, la Película (Lado Oscuro)